# Mohamed Daif
Mohamed Daif (Fahs-Tanger (Marokko), 1 januari 1956) is een voormalig Belgisch senator.

## Levensloop
Mohamed Daif werd geboren, groeide op en liep school in Marokko. In 1974 vervoegde hij zich bij zijn vader die als gastarbeider naar België was gekomen, nadat hij van het lyceum was gezet als gevolg van een veroordeling tot zeven maanden gevangenis omdat hij had deelgenomen aan een manifestatie georganiseerd door de marxistisch-leninistische beweging le Mouvement. Daif voltooide zijn middelbare studies aan het Atheneum van Waterloo en behaalde in 1982 het diploma van industrieel elektrotechnisch ingenieur aan het Hoger Industrieel Staatsinstituut in Brussel. Van 1982 tot 1986 werkte hij als leraar in Libië en Marokko, in het kader van de bilaterale akkoorden die beide landen hadden met België. 
Nadat hij zijn toekomstige echtgenote had ontmoet, keerde Daif in 1986 terug naar België en verwierf hij de Belgische nationaliteit. Hij werkte tot 1990 als taxichauffeur en behaalde intussen diploma's in gespecialiseerde studies inzake energie aan de ULB en in opvoedkunde aan de Université du Travail in Charleroi. Nadien was Daif van 1990 tot 1995 actief als leraar. Hij onderwees elektriciteit in technische scholen in Brussel, Schaarbeek en Elsene en werd daarna leraar technische opvoeding en beroepsopleiding aan het Athénée Marcel Tricot in Sint-Jans-Molenbeek. Tevens onderwees hij islamitische godsdienst in Eigenbrakel.
Daif sloot zich in 1994 aan bij de PS-afdeling van Sint-Jans-Molenbeek. Hij kwam voor het eerst op bij de Brusselse gewestverkiezingen van mei 1995. Daarbij bekleedde hij een onverkiesbare 51e plaats, maar raakte hij door zijn hoge aantal voorkeurstemmen toch verkozen. Daif bleef uiteindelijk Brussels Parlementslid tot in mei 2014. In het Brussels Parlement was hij van 2004 tot 2009 secretaris en zetelde hij van 1995 tot 2004 in de commissie Economische Zaken, Energie, Werkgelegenheidsbeleid en Wetenschappelijk Onderzoek en van 1999 tot 2002 en van 2009 tot 2014 in de commissie Huisvesting en Stadsvernieuwing. Daarnaast was hij van 2004 tot 2009 lid van de commissie Binnenlandse Zaken. Van 1999 tot 2014 zetelde Daif eveneens in het Parlement van de Franse Gemeenschap, waar hij van 1999 tot 2007 en van 2009 tot 2014 zetelde in de commissie Onderwijs, van 2007 tot 2009 en van 2012 tot 2014 zitting had in de commissie Internationale Betrekkingen en Europese Kwesties en van 2009 tot 2014 secretaris was. Voorts was Daif van 1999 tot 2001 en van 2013 tot 2014 gemeenschapssenator in de Senaat. Daar maakte hij deel uit van de commissie Binnenlandse Zaken en was hij in 2000 mede-indiener van een wetsvoorstel om stemrecht toe te kennen aan buitenlanders bij de lokale en provinciale verkiezingen. 
In oktober 2000 werd Daif verkozen tot gemeenteraadslid van Molenbeek. Onder burgemeester Philippe Moureaux was hij er twee bestuursperiodes lang schepen: van 2001 tot 2006 bevoegd voor Openbare Werken en Economaat en van 2006 tot 2012 voor Openbare Werken, Economaat en Huisvesting. Bij de gemeenteraadsverkiezingen van oktober 2012 kwam Daif niet langer op, in oktober 2018 was hij wel weer kandidaat. Hij werd toen opnieuw verkozen en bleef gemeenteraadslid tot eind 2024. Van februari 2019 tot januari 2022 was hij tevens voorzitter van de sociale huisvestingsmaatschappij Logement Molenbeekois.
Ook werd hij in 1995 voorzitter van de Association bruxelloise d’entraide et de formation, een organisatie die vorming van vaardigheden en schoolbegeleiding aanbiedt in de strijd tegen schoolverlating en sociale uitsluiting.

## Onderscheiding
Op 6 juni 2009 werd hij benoemd tot officier in de Leopoldsorde.